# Dolní Měcholupy (tvrz)
Tvrz v Dolních Měcholupech je zaniklé panské sídlo v Praze 10. Jeho lokace není známá.

## Historie
Z roku 1303 pochází pravděpodobně nejstarší zmínka o vsi Měcholupy. Tvrz se v Dolních Měcholupech uvádí k roku 1364 jako majetek pražského měšťana Ješka Rechcera.
Roku 1382 vlastnil dvůr s tvrzí Olbramovic Prokop Bohuslavův a od roku 1411 jeho bratr Bohuslav. Ten ji záhy prodal pražskému měšťanovi Janu Nichilenovi a od něj ji roku 1413 koupil krupecký rychtář Petr Holker (Holkra) se svým strýcem Janem.
Počátkem 16. století patřila část Měcholup k průhonickému panství Zápských ze Záp. Majetek si pak po smrti Zikmunda Zápského roku 1542 rozdělili jeho synové Adam a Oldřich tak, že část s Měcholupy připadla Oldřichovi. Poté ves zdědila Oldřichova manželka Salomena a po její smrti ji převzal Oldřichův syn Adam.
Roku 1542 je tvrz zmiňována jako pustá, pozdější zmínky již o ní nejsou.